# Croix du lavoir de Castans
La croix du lavoir de Castans est une croix située à Castans, en France. Selon l'inscription sur la croix, elle date de l'année 1640. 

## Localisation
La croix est située sur la commune de Castans, dans le département français de l'Aude.

## Historique
L'édifice est inscrit au titre des monuments historiques en 1948.

### Lens externes
- Ressource relative à l'architecture :   - Mérimée